# Едвардсвілл (Канзас)
Едвардсвілл (англ. Edwardsville) — місто (англ. city) в США, в окрузі Ваяндотт штату Канзас. Населення — 4717 осіб (2020).

## Географія
Едвардсвілл розташований за координатами 39°4′41″ пн. ш. 94°49′8″ зх. д. / 39.07806° пн. ш. 94.81889° зх. д. (39.078168, -94.818818).  За даними Бюро перепису населення США в 2010 році місто мало площу 24,23 км², з яких 23,42 км² — суходіл та 0,82 км² — водойми.

## Демографія
Згідно з переписом 2010 року, у місті мешкало 4340 осіб у 1632 домогосподарствах у складі 1107 родин. Густота населення становила 179 осіб/км².  Було 1716 помешкань (71/км²).
Расовий склад населення:
| - 86,6 % — білих - 6,0 % — чорних або афроамериканців - 0,8 % — корінних американців - 0,8 % — азіатів - 0,1 % — вихідців з тихоокеанських островів - 2,8 % — осіб інших рас |

До двох чи більше рас належало 2,9 %. Частка іспаномовних становила 7,3 % від усіх жителів.
За віковим діапазоном населення розподілялося таким чином: 25,6 % — особи молодші 18 років, 61,7 % — особи у віці 18—64 років, 12,7 % — особи у віці 65 років та старші. Медіана віку мешканця становила 36,9 року. На 100 осіб жіночої статі у місті припадало 94,4 чоловіків;  на 100 жінок у віці від 18 років та старших — 91,3 чоловіків також старших 18 років.
Середній дохід на одне домашнє господарство  становив 61 461 долар США (медіана — 56 063), а середній дохід на одну сім'ю — 69 663 долари (медіана — 63 704). Медіана доходів становила 47 045 доларів для чоловіків та 34 089 доларів для жінок. За межею бідності перебувало 10,7 % осіб, у тому числі 20,4 % дітей у віці до 18 років та 6,8 % осіб у віці 65 років та старших.
Цивільне працевлаштоване населення становило 2045 осіб. Основні галузі зайнятості: освіта, охорона здоров'я та соціальна допомога — 13,3 %, оптова торгівля — 11,4 %, виробництво — 11,1 %, будівництво — 11,1 %.